# Dennis López
Dennis Elías López Beklels (sinh ngày 2 tháng 1 năm 1986) là một cầu thủ bóng đá người Guatemala thi đấu cho C.S.D. Municipal.

## Cuộc sống ban đầu
Anh sinh ra ở Trujillo, Honduras, và là một giáo viên.

## Sự nghiệp câu lạc bộ
Trước đó anh từng thi đấu cho Deportes Savio, Deportivo Petapa, Deportivo Mixco và Deportivo Marquense trước khi ký hợp đồng cùng với C.S.D. Municipal vào tháng 6 năm 2013.

## Sự nghiệp quốc tế

### Bàn thắng quốc tế
Tỉ số và kết quả liệt kê bàn thắng của Guatemala trước.
| #  | Ngày                 | Địa điểm                                                        | Đối thủ                     | Tỉ số | Kết quả | Giải đấu                                     |
| -- | -------------------- | --------------------------------------------------------------- | --------------------------- | ----- | ------- | -------------------------------------------- |
| 1. | 8 tháng 9 năm 2015   | Sân vận động Mateo Flores, Guatemala City, Guatemala            | Antigua và Barbuda          | 2–0   | 2–0     | Vòng loại giải vô địch bóng đá thế giới 2018 |
| 2. | 17 tháng 11 năm 2016 | Sân vận động Arnos Vale, Kingstown, Saint Vincent và Grenadines | Saint Vincent và Grenadines | 3–0   | 4–0     | Vòng loại giải vô địch bóng đá thế giới 2018 |

## Danh hiệu
Municipal
Á quân
- Liga Nacional de Fútbol de Guatemala (2): 2013–14 Clausura, 2014–15